# Холандска језичка унија
Холандска језичка унија је међународна организација која се бави холандским језиком. Организацију су 9. септембра 1980. основали представници Холандије и Белгије, а 2005. се, као придружени члан, у рад организације укључио и Суринам.

## Стандардни језик
Један од најважнијих задатака Холандске језичке уније је стандардизација холандског језика на међународном нивоу.
Године 1995. Унија је покренула реформу ортогафије холандског језика са нагласком на реформи интерфикса у великом броју сложеница. Најпознатија Унијина публикација је Woordenlijst Nederlandse taal (енг. Word list of the Dutch language) уобичајено звана Groene boekje (енг. Green booklet), која је службена ортографска и граматичка референца за холандски језик.
Најновија верзија публикације (објављена 2005) није најбоље прихваћена због измена у правопису холандског језика, реформисаном 1996. У децембру 2005. већина најугледнијих холандских медија најавила је бојкот овог правописа. Унија је у августу 2006. издали Белу књигу са различитим упутствима везаним за службени правопис. Тренутно су у Холандији у употреби оба правописа — зелени у школама и другим институцијама, а бели у штампаним медијима и на телевизији. У Белгији је слична реформа прихваћена без већег отпора јавности.

## Речници
Унија издаје речник Van Dale који је прихваћен као службени речник холандскога језика. Речник има три тома (A-I, J-R, S-Z) , а допуњава се сваких 7-8 година. Четрнаесто издање овог речника објављено је 2005.
Други речник холандског језика је историјски речник Woordenboek der Nederlandsche Taal у којему су садржане речи коришћене од 1500. до данас.
Рад на речнику започео је још 1864, а завршен је 1998. када је објављен његов последњи, 43. том. Речник има око 400 000 речи и 49 225 фраза, а послагани томови речника заузимају простор од три метра. Године 2001. објављена су три додатна тома са речима насталим у 20. веку које нису биле увршћена у објављене томове. Овај је речник издао Институт за холандски језик (хол. Instituut voor Nederlandse Lexicologie) и доступан је и на интернету.

## Организација
Холандска језичка унија активна је и у Индонезији и Јужноафричкој Републици, државама које имају историјске везе са холандским језиком. Једини задатак уније је промоција холандскога језика и литературе па се не може поредити са организацијама као што су Заједница држава португалског говорног подручја, Франкофонија или Организација ибероамеричких држава.

## Чланице
| Чланица      | Врста чланства       |
| ------------ | -------------------- |
| Белгија      | пуноправна чланица   |
| Холандија    | пуноправна чланица   |
| Суринам      | придружени члан      |
| Аруба        | кандидат за чланство |
| Курасао      | кандидат за чланство |
| Свети Мартин | кандидат за чланство |